# Bårse Kirke
Bårse Kirke ligger i Bårse ca. 6 km V for Præstø (Region Sjælland). Indtil Kommunalreformen i 2007 lå den i Storstrøms Amt, og indtil Kommunalreformen i 1970 i Bårse Herred, (Præstø Amt).
Skibet er opført i første halvdel af 1300-tallet af teglsten. Den spidsbuede norddør står tilmuret, syddøren er stadig i brug men noget ændret. Skibet har oprindelig haft et noget smallere kor, men i anden halvdel af 1400-tallet blev det nedrevet og erstattet af det nuværende langhuskor, hvis østgavl har tre tætsiddende højblændinger over savskifte og cirkelblændinger yderst. I sengotisk tid opførtes våbenhuset mod syd, over våbenhuset rejstes et tårn.
Den brede korbue til det oprindelige kor er bevaret. I forbindelse med ombygningen i anden halvdel af 1400-tallet fik kirken indbygget krydshvælv. Alterbilledet er malet af Th. Wegener i 1862. Prædikestolen er skåret af Bertel Snedker i 1604. Vestpulpituret er fra 1638, i felterne er opsat figurer, som formodentlig stammer fra en sengotisk altertavle.
Den romanske granitfont har tekst, der oplyser, at Bonde Friser har hugget fonten og Esger Rød har ladet den fremstille. Desuden ses de 16 runetegn samt tre tilføjede runer, der tilsammen danner det såkaldte Gyldental, der benyttedes i den kirkelige kalenderberegning.
Den glatte og uprofilerede kumme er prydet med syv arkader, de seks er dobbelte, den syvende har tredobbelte runde buleslag, arkadefelterne er adskilt ved pilastre med fladtrykte kapitæler. Kummen er desuden smykket med vegetative motiver samt et kors med egeblade i ender og i korsskæringen, disse motiver daterer fonten til midten af 1200-tallet. Alt er ristet med fine, skarpe linjer. Foden er foroven en keglestub, der går over i en sekskantet pyramidestub med halvrunde skiver i de listeindfattede felter.

## Eksterne kilder og henvisninger
- Wikimedia Commons har flere filer relateret til Bårse Kirke
- Bårse Kirke Arkiveret 31. januar 2011 hos  Wayback Machine på nordenskirker.dk
- Bårse Kirke på KortTilKirken.dk
- Bårse Kirke i bogværket Danmarks Kirker (udg. af Nationalmuseet)